# Little Finborough
Little Finborough – wieś w Anglii, w hrabstwie Suffolk, w dystrykcie Mid Suffolk. Leży 18 km na północny zachód od miasta Ipswich i 104 km na północny wschód od Londynu. Miejscowość liczy 50 mieszkańców.